# Eishockey-Bundesliga (Österreich) 1982/83
Meister der Österreichischen Eishockey-Liga 1982/83 wurde zum zweiten Mal in der Vereinsgeschichte die VEU Feldkirch, die damit den Vorjahrstitel erfolgreich verteidigte.

## Bundesliga

### Modus
Die acht Vereine spielten im Grunddurchgang jeweils vier Mal gegeneinander. Die besten sechs Vereine qualifizierten sich für die aus zwei Runden bestehende Meisterrunde, wobei die ersten vier Vereine 4, 3, 2 bzw. 1 Bonuspunkte gutgeschrieben bekamen.

### Tabelle nach dem Grunddurchgang (28 Runden)
| Platz | Team            | GP | W  | U | L  | Tore    | P  |
| ----- | --------------- | -- | -- | - | -- | ------- | -- |
| 1.    | VEU Feldkirch   | 28 | 19 | 2 | 7  | 162:107 | 40 |
| 2.    | EC KAC          | 28 | 17 | 3 | 8  | 173:129 | 37 |
| 3.    | Wiener EV       | 28 | 16 | 3 | 9  | 129:83  | 35 |
| 4.    | EC VSV          | 28 | 13 | 7 | 8  | 147:110 | 33 |
| 5.    | ECS Innsbruck   | 28 | 11 | 6 | 11 | 135:130 | 28 |
| 6.    | Kapfenberger SV | 28 | 11 | 4 | 13 | 124:141 | 26 |
| 7.    | WAT Stadlau     | 28 | 6  | 8 | 14 | 141:160 | 22 |
| 8.    | EHC Lustenau    | 28 | 1  | 1 | 26 | 99:250  | 3  |

### Meisterrunde (10 Runden)
| Platz | Team            | GP | W | U | L | Tore  | P/B  |
| ----- | --------------- | -- | - | - | - | ----- | ---- |
| 1.    | VEU Feldkirch   | 10 | 7 | 1 | 2 | 52:30 | 19/4 |
| 2.    | EC KAC          | 10 | 6 | 2 | 2 | 55:34 | 17/3 |
| 3.    | EC VSV          | 10 | 5 | 1 | 4 | 59:45 | 12/1 |
| 4.    | ECS Innsbruck   | 10 | 5 | 2 | 3 | 49:44 | 12/0 |
| 5.    | Wiener EV       | 10 | 3 | 0 | 7 | 32:54 | 8/2  |
| 6.    | Kapfenberger SV | 10 | 1 | 0 | 9 | 32:72 | 2/0  |

Die VEU Feldkirch gewinnt den zweiten Meistertitel der Vereinsgeschichte und verteidigt den Vorjahrestitel.

### Abstiegs-Play-Off
| Team                               | Serie | Spiel 1 | Spiel 2 | Spiel 3 |
| ---------------------------------- | ----- | ------- | ------- | ------- |
| WAT Stadlau (7) – EHC Lustenau (8) | 3:0   | 3:1     | 7:4     | 9:4     |

Der EHC Lustenau stieg damit in die Nationalliga ab.

## Nationalliga

### Endtabelle (24 Runden)
| Platz | Team           | P  |
| ----- | -------------- | -- |
| 1.    | Grazer SV      | 38 |
| 2.    | Salzburger EC  | 37 |
| 3.    | EK Zell am See | 36 |
| 4.    | UEC Mödling    | 19 |
| 5.    | EV Zeltweg     | 18 |
| 6.    | ATSV Steyr     | 11 |
| 7.    | SV Leoben      | 9  |

Der Grazer SV stieg mit dem Nationalligatitel in die Bundesliga auf.